# Funkallisto
Funkallisto is een jazzband die bestaat uit vier muzikanten. Vaak spelen er gastmuzikanten mee op hun albums en liveoptredens.

## Carrière
Funkallisto werd in 2004 in Rome opgericht door zes muzikanten, die elkaar waren tegengekomen in de bar Il San Callisto, vlak bij de kerk San Callisto.
Ze begonnen met jammen in de kelder van bassist Alex de Martino, vlak om de hoek. Niet lang daarna begonnen zij op te treden op de Ponte Sisto, een historische brug over de Tiber in de wijk Trastevere. Hun bekendheid verbreidde zich snel binnen de Romeinse undergroundscene.
De stijl van hun muziek noemen ze zelf afro jazz funk.
In Italië werkten ze samen met onder andere het James Taylor Quartet, The Baker Brothers en het uit New York afkomstige Forro in the Dark. Individueel en collectief hebben ze samengewerkt en gejamd met de Amerikaanse zangers Lil 'Giselle en Martha High, Dr Lonnie Smith, Michael Rose, Baba Sissoko, Luca Sapio en Matthew Garrison. Ze traden op tijdens een internationale competitie breakdancen, A funky afternoon, en verschenen in belangrijke locaties zoals Milaan's Connie Douglas en Leoncavallo en Ravenna's Boca Barranca, georganiseerd door het Milanese label Recordkicks.

## Discografie
| Opname | Titel van het album  | Platenlabel       | Opmerkingen |
| ------ | -------------------- | ----------------- | ----------- |
| 2004   | Funkallisto          | Express Yourself  | Cd          |
| 2007   | Live a ponte sisto   | Goodfella Records | Live-cd     |
| 2009   | Soul Ragu            | Express Yourself  | Cd          |
| 2014   | Soul Street Brothers | Express Yourself  | Cd          |